# Herlé
Herlé (Draguignan, 4 settembre 1958) è un fumettista e sceneggiatore francese. È lo sceneggiatore di Nabuchodinosaure (o Nab), disegnato da Roger Widenlocher , il coautore di un album di Achille Talon e l'ideatore di una cover di Pieds Nickelés con François Corteggiani.

## Biografia
Herlé ha frequentato per alcuni anni l'Ecole des Beaux-Arts di Marsiglia. Dal 1982 al 1984 pubblica i suoi primi racconti su Fluide Glacial, poi entra a far parte di Psikopat, rivista fondata da Paul Carali. Nel 1984, insieme a Roger Widenlocher, crea La Blatte, un giornale satirico che viene interrotto dopo soli cinque numeri. Cinque anni dopo, i due uomini iniziano a pubblicare Nabuchodinosaure in Je bouquine. Herlé disegna anche per Pif Gadget dove si occupa delle storie di "Lobo Tommy" (un personaggio che propone storie surreali molto divertenti!) e collabora con Mathilde 2005 alle avventure di due viaggiatori interplanetari "Mission Saturne". Herlé ha pubblicato saltuariamente sue opere anche sulle riviste Spirou, Hop! e Marcel.

## Pubblicazioni

### Scrittura
Nab pubblicato da Dargaud. Disegni di Roger Widenlocher.
- 1991 : Prélude à l'apeupréhistoire
- 1992 : Chroniques de l'apeupréhistoire
- 1993 : Du rififi chez les sauriens
- 1994 : Humo Sapiens
- 1995 : Commando reptile saurien
- 1996 : Paleolitic Sinfonia
- 1997 : Panique à Diplodocus Land
- 1999 : Ramdam sur le Rift
- 2000 : Prehistoric Games
- 2001 : L'odyssée de l'espèce
- 2002 : Bienvenue dans l'ère Aglaglaciaire
- 2005 : Zen
- 2011: Treizozoïque blues

Achille Talon pubblicato da Dargaud
- 2004: Le Monde merveilleux du journal Polite, scritto insieme a Brett  (desegni de Roger Widenlocher)

### Disegni
Edizioni de l'Opportun
- 2011 : Où est Sarko? - Testi d'Albert Algoud e Pascal Fioretto.
- 2012 : Les Zépatantes Zaventures des Pieds Nickelés - Ensemble, tout est possible - Sceneggiatura di François Corteggiani
- 2013 :2013: Où sont les grands personnages de l'Histoire de France? - Testo di Frédérick Gersal. 2005: Pierre Dubois d'Or al Bistro-BD di Carpentras

#### Altre Edizioni Cerise & Coquelicots
- 2018 : Kid Franky vous salue bien! - Scéneggiatura de François Corteggiani.

## Premi
- 1993  Alph-Art youth al festival di Angoulême per Nabuchodinosaure, t. 2 (con Roger Widenlocher)
- 2001: Eléphant d'Or jeunesse al Festival di Chambéry per Nabuchodinosaure (con Roger Widenlocher)
- 2005: Pierre Dubois d'Or al Bistro-BD di Carpentras